# Ramen, Hälsingland
Ramen är en sjö i Bollnäs kommun i Hälsingland och ingår i Testeboåns huvudavrinningsområde. Sjön är 11,5 meter djup, har en yta på 0,792 kvadratkilometer och befinner sig 282 meter över havet.

## Delavrinningsområde
Ramen ingår i det delavrinningsområde (677705-152982) som SMHI kallar för Utloppet av Ramen. Medelhöjden är 312 meter över havet och ytan är 10,79 kvadratkilometer. Det finns inga avrinningsområden uppströms utan avrinningsområdet är högsta punkten. Vattendraget som avvattnar avrinningsområdet har biflödesordning 2, vilket innebär att vattnet flödar genom totalt 2 vattendrag innan det når havet efter 90 kilometer. Avrinningsområdet består mestadels av skog (82 procent). Avrinningsområdet har 0,84 kvadratkilometer vattenytor vilket ger det en sjöprocent på 7,8 procent.